# Out in the Blue
Out in the Blue è il dodicesimo album in studio del cantante australiano Jimmy Barnes, pubblicato nel 2007.

## Tracce
1. I Can't Tell You Why (Jimmy Barnes) – 3:38
2. Out In The Blue (Jimmy Barnes) – 4:47
3. You From Me (Jimmy Barnes) – 3:37
4. Blue Hotel (Neil Finn) – 4:15
5. When Two Hearts Collide (con Kasey Chambers) (Jimmy Barnes) – 3:49
6. Red Light (Jimmy Barnes, Nick Barker) – 4:54
7. Everything Is Changing (Jimmy Barnes, EJ Barnes) – 4:08
8. Better Off Alone (Jimmy Barnes) – 2:59
9. Water Wash All Over Me (Jimmy Barnes, Glenn Cunningham, Paul Graham) – 4:22
10. I'm Surprised (Tex Perkins, Jimmy Barnes, Jackie Barnes) – 2:54
11. Losing You (Jimmy Barnes) – 3:35
12. Forgiveness (Jimmy Barnes) – 4:47